# غومر غريفيث سميث
غومر غريفيث سميث (بالإنجليزية: Gomer Griffith Smith)‏ هو محامي وسياسي أمريكي، ولد في 11 يوليو 1896 في الولايات المتحدة، وتوفي في 26 مايو 1953 في نفس البلد. حزبياً، نشط في الحزب الديمقراطي. وقد انتخب عضو مجلس النواب الأمريكي.